# José Domingo Bousquet y Puig
José Domingo Bousquet y Puig (L'Havana, Cuba, 13 d'agost de 1823 - ibídem, 6 d'abril de 1875) fou un distingit violinista espanyol nascut a Cuba.
Des d'infant rebel·là unes excepcionals dots pel cultiu de la música, pel que el seu pare, el doctor José Domingo, metge molt notable, que havia exercit la seva professió en un dels cossos de l'exèrcit francès que a les ordres de Napoleó I feu la campanya d'Egipte, li'n donà per professors a Miguel Rappetti i a Joaquín Gavira, mentre estudiava dret en el seminari de San Carlos de la seva ciutat natal. Per a perfeccionar els seus estudis, el seu pare l'envià a París (1843), on figurà entre els deixebles més aprofitats d'André Reberecht, fent ràpids i sorprenents avanços, enfortint el seu to i corregint el seu mecanisme, amb el que a poc a poc se situà entre els concertistes més notables d'Europa, i indiscutiblement al cap dels americans.
El 1856 començà a donar una sèrie de concerts a París, en els que triomfà brillantment, corregent després amb el mateix èxit les primeres ciutats d'Europa, entre elles les de França, Espanya, Anglaterra i Itàlia i els Estats Units. Al retornar a L'Havana es dedicà a l'ensenyança del seu art dirigint ensems l'orquestra de la Societat de Santa Cecília i figurant el 1856 entre els fundadors i més entusiastes campions de la secció de música clàssica, que tant brillantment havia cultivat a París.
Un hàbit fatal, adquirit a França, enfosquí la seva glòria i anihilà la seva existència, arrossegant en els últims anys una vida miserable, víctima de cruel malaltia.
Aconseguí èxits actuant amb insuperable mestressa, acompanyat d'Escudero, la bellíssima sonata en sol menor de la seva composició, en la que vessava verdaders prodigis d'execució i d'exquisit sentiment, lHimne austríac i els quartets números 17, 45, 57 i 63 de Haydn, els cèlebres trios de Rubinstein, els de Mendelssohn en re menor i do menor i l'Otello del mateix compositor, diverses obres de Beethoven, els quintets d'Onslow, el doble quartet en re menor de Spohr i altres moltes ores de tanta vàlua com les mencionades.